# 蘇轍

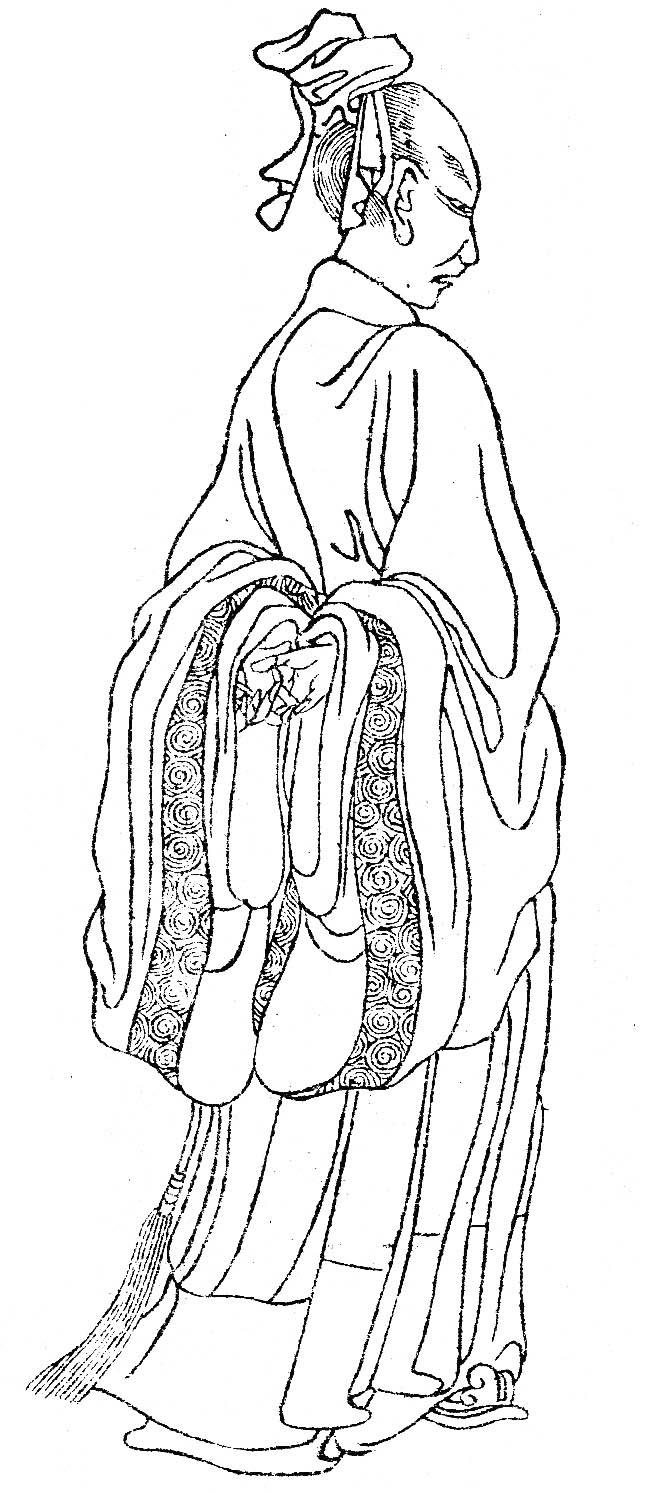
蘇轍・『晩笑堂竹荘畫傳』より

蘇 轍（そ てつ、宝元2年2月26日（1039年3月23日） - 政和2年10月3日（1112年10月25日））は、中国北宋の文人・官僚。蘇洵の次男で、蘇軾の三歳下の弟にあたる。字は子由。潁浜遺老と号す。唐宋八大家の一人に数えられる。

## 略伝
眉州眉山県（現在の四川省眉山市東坡区）の出身。嘉祐2年（1057年）、19歳の時に兄とともに進士に及第し、商州軍事推官となるが父の蘇洵を首都で養うこととし、兄の蘇軾が任地（鳳翔府）から帰ってきてはじめて大名府推官となる。神宗の時に三司條例司の属官となったが、王安石の青苗法に反対して河南推官に転出させられ、斉州掌書記をへて著作佐郎となる。いわゆる「烏台の詩案」で兄の蘇軾が罪を得たときに連座して、監筠州塩酒税・績渓知県に落とされる（新法・旧法の争い）。
哲宗が即位して召されて秘書省校書郎となり、右司諫・起居郎・中書舎人・戸部侍郎と累進し、翰林学士となり権吏部尚書・御史中丞・尚書右丞をへて門下侍郎まで昇進した。しばしば上書直言したが、帝の意にかなわず汝州知州に左遷される。袁州知州とされたが赴任先に着く前に朝議大夫に落とされ、南京をへて筠州に到る。化州別駕・雷州・循州、徽宗に代が替わっても永州・岳州と地方回りをさせられていたが、大中大夫に復帰させられ、提挙鳳翔上清・太平宮として許州に移った。
崇寧年間（1102年 - 1106年）に官を辞し、許州に室を築き、潁浜遺老と称し交友を絶ち、終日黙座して経史諸子を研究すること十年にして74歳で没する。端明殿学士を追贈され、南宋の淳熙年間に文定と諡される。

## 著作
蘇轍の詩は兄の蘇軾にはおよばないが鷹揚淡泊にして、沈静簡潔な人柄をあらわすと評される。また書を能くした。
著作として、『集』50巻・『後集』24巻・『三集』10巻・『應詔集』12巻・『詩集傳』20巻・『春秋集解』12巻・『論語拾遺』1巻・『孟子解』1巻・『古史』60巻・『龍川略志』10巻・『別志』8巻・『道徳経解』2巻などがある。
また、兄の蘇軾を慕っており、人生において兄に関わる作品を残してきた。その中でも、兄が亡くなり遺骸を葬る際に、長文の墓誌銘「亡兄子瞻端明墓誌銘」を書いている。